# Simon Hirschland Bank
Die Simon-Hirschland-Bank wurde 1841 von dem deutsch-jüdischen Bankier Simon Hirschland in Essen gegründet. Sie galt als Finanzier des boomenden Steinkohlenbergbaus (Ruhrbergbau) ab der Zeit der Frühindustrialisierung in Essen und Umgebung. Dabei entwickelte sie sich zu Deutschlands größter Privatbank. Nach Zwangsliquidation und Flucht der Familie Hirschland in der Zeit des Nationalsozialismus wurden die Geschäfte vom Bankhaus Burkhardt & Co. (heute Teil von HSBC Trinkaus & Burkhardt) übernommen.

## Gründung und Aufstieg
Simon Hirschland eröffnete in Essen 1841 sein Handels- und Bankgeschäft. Das eher unbedeutend gebliebene Handelsgeschäft klang um 1850 aus. Das Bankgeschäft steigerte sich im Gegenzug während der Frühindustrialisierung in Essen stetig, da der Steinkohlenbergbau boomte und Alfred Krupp mit seiner Gussstahlfabrik stark expandierte. Das Kredit- und Wechselgeschäft war ein wichtiger Bestandteil. Der Gesamtbetrag aller Wechsel stieg von knapp 10.000 Talern im Jahr 1843 auf 391.000 Taler im Jahr 1868. Zu den Kunden im Wechsel- und Darlehensgeschäft zählten unter anderem die Wirtschaftsmagnaten der Region: Alfred Krupp, Johann Dinnendahl, Wilhelm Theodor Grillo, Mathias Stinnes und Franz Haniel.
Simon Hirschlands zweiter Sohn, Isaac Hirschland, übernahm die Privatbank nach dem Tod seines Vaters 1885 und führte sie erfolgreich weiter. Der Kapitalbedarf der Stahl- und Bergbauindustrie stieg deutlich an.
Nach dem Tod von Isaac Hirschland 1912 wurden dessen Söhne Georg und Kurt Hirschland Inhaber der Simon-Hirschland-Bank und weiteten das Geschäft international aus. So gab es unter anderem Kredit- und Emissionsgeschäfte mit den Schwerindustrieunternehmen Krupp, Thyssen, Henschel, Mannesmannröhren-Werke und Gelsenkirchener Bergwerks-AG. In den 1920er Jahren gründete Georg Simon Hirschland in Hamburg eine Filiale. Die beiden Söhne von Isaacs ältester Tochter Agathe stiegen ebenfalls ins Geschäft ein.

## Zwangsverkauf in der Zeit des Nationalsozialismus
1935 sahen die Hirschland-Partner bereits die Notwendigkeit, die Privatbank vor den antijüdischen Diskriminierungen der Nationalsozialisten zu schützen. So boten sie Hermann Josef Abs und Gotthard von Falkenhausen von der Deutsche Bank AG eine Teilhaberschaft an. Die zunächst abgebrochenen Vorgespräche wurden 1937 wieder aufgenommen. In einem internen Gestapo-Bericht wurde die Simon-Hirschland-Bank als „Mittelpunkt der jüdischen Finanzherrschaft“ im Ruhrgebiet diffamiert. Zudem führten illegale Machenschaften in der Geschäftsführung dazu, dass Georg Hirschland die Reichsbank und den Bankenkommissar anrief. Beide Behörden entgegneten Hirschland jedoch, dass die jüdischen Inhaber selbst über ihre Konsequenzen der politischen Lage entscheiden müssten.
Anfang 1938 fiel die Entscheidung der Familie Hirschland, das Bankhaus zu verkaufen. Frühe Angebote interessierter Banken, wie das der Dresdner Bank, der Westfalenbank und der Nationalbank, wurden behördlicherseits abgewiesen, da diese der Auffassung war, dass das Bankhaus Hirschland aufgrund seiner umfangreichen Devisenkreditoren und dem daraus entstandenen volkswirtschaftlichen Interesse als selbständiges Unternehmen zu erhalten sei. Im April 1938 leitete die Familie Hirschland Verhandlungen mit Gotthard von Falkenhausen und dem Vorstandsmitglied der Deutschen Bank AG, Karl Kimmich, ein, um eine Umwandlung der Hirschlandbank zu einer „arisch“ geleiteten Kommanditgesellschaft zu erreichen. Ein Überleitungsplan wurde am 30. Juni 1938 vorgelegt und von der Reichsbank und dem Reichskommissar genehmigt. Als persönlich haftende Gesellschafter waren von Falkenhausen und Otto Burkhardt, bisher Vorstand eines Textilunternehmens, vorgesehen. So firmierte die neue Gesellschaft als Burkhardt & Co.
Nach am 1. September 1938 erteilter Genehmigung des Reichskommissars für Kreditwesen folgte die Zwangsarisierung, so dass die Familie Hirschland große Verluste erlitt. Zuletzt arbeiteten hier mehr als 160 Mitarbeiter, darunter 36 „Nichtarier“, die entlassen wurden. Die Geschäfte wurden in das Bankhaus Burkhardt & Co. übergeleitet, das später im Unternehmen HSBC Trinkaus & Burkhardt aufging. Die Deutsche Bank AG, die nicht direkt als Erwerber auftrat, war maßgeblich an dieser angeblich „freiwilligen Geschäftsaufgabe“ und der „freundschaftlichen Arisierung“ beteiligt.
Der Verfolgung durch die Nationalsozialisten ausgesetzt, floh die Familie Hirschland in die USA und Kurt Hirschland in die Schweiz. Nach dem Zweiten Weltkrieg erhielt sie einen Teil ihres Vermögens zurück. 1985 wurde in Erinnerung an die Familie der nahe dem einstigen Unternehmenssitz befindliche Wiener Platz in Essen in Hirschlandplatz umbenannt.

## Bankgebäude
Das 1910/1911 errichtete Gebäude der Simon Hirschland Bank liegt im sogenannten Bankenviertel im Essener Stadtkern. Es wurde nach Plänen des Kölner Architekten Carl Moritz als „repräsentatives Palais“ erbaut.

### Architektur
Die Gebäudefronten an den Straßen An der Reichsbank und Lindenallee stehen seit 1998 unter Denkmalschutz. Der Schutzumfang ist dabei auf die straßenseitigen Fassaden mit entsprechender Dachfläche beschränkt. Das Gebäudeinnere wurde für die Umnutzung entkernt.
Fassade an der Lindenallee
Die Schaufassade ist mit Werkstein verkleidet und durch kannelierte Pilaster in sieben Achsen untergliedert. Das dreigeschossige Gebäude mit Mansarddach ruht auf einem Sockelgeschoss mit Geschossgesimsen. Die Fenstergewände des obersten Geschosses sind verziert und profiliert. Der Türbereich in der Mittelachse der Schaufassade wird von Säulen flankiert. Die Säulen tragen einen Balkon.
Fassade An der Reichsbank
Die zweigeschossige Schaufassade an der Straße An der Reichsbank ist vorgezogen, darüber befindet sich ein Balkon. Die Fassade ist mit Werkstein verkleidet und durch kannelierte Pilaster in sechs Achsen untergliedert. Eine Loggia im 1. Obergeschoss ist drei Achsen breit und wird mit zwei Säulenpaaren unterteilt.
Ein jüngerer Anbau ist sieben Achsen breit.

### Heutige Nutzung
Ende der 1990er Jahre wurde das Gebäude entkernt und die Fassaden neu hinterbaut. Die denkmalgeschützte Fassade der ehemaligen Simon-Hirschland-Bank wurde im Jahr 2000 saniert. Seit 2001 befindet sich hinter der historischen Fassade die Erweiterung des Kaufhauses Galeria Kaufhof, in dessen Besitz es heute ist.